# Koit Toome

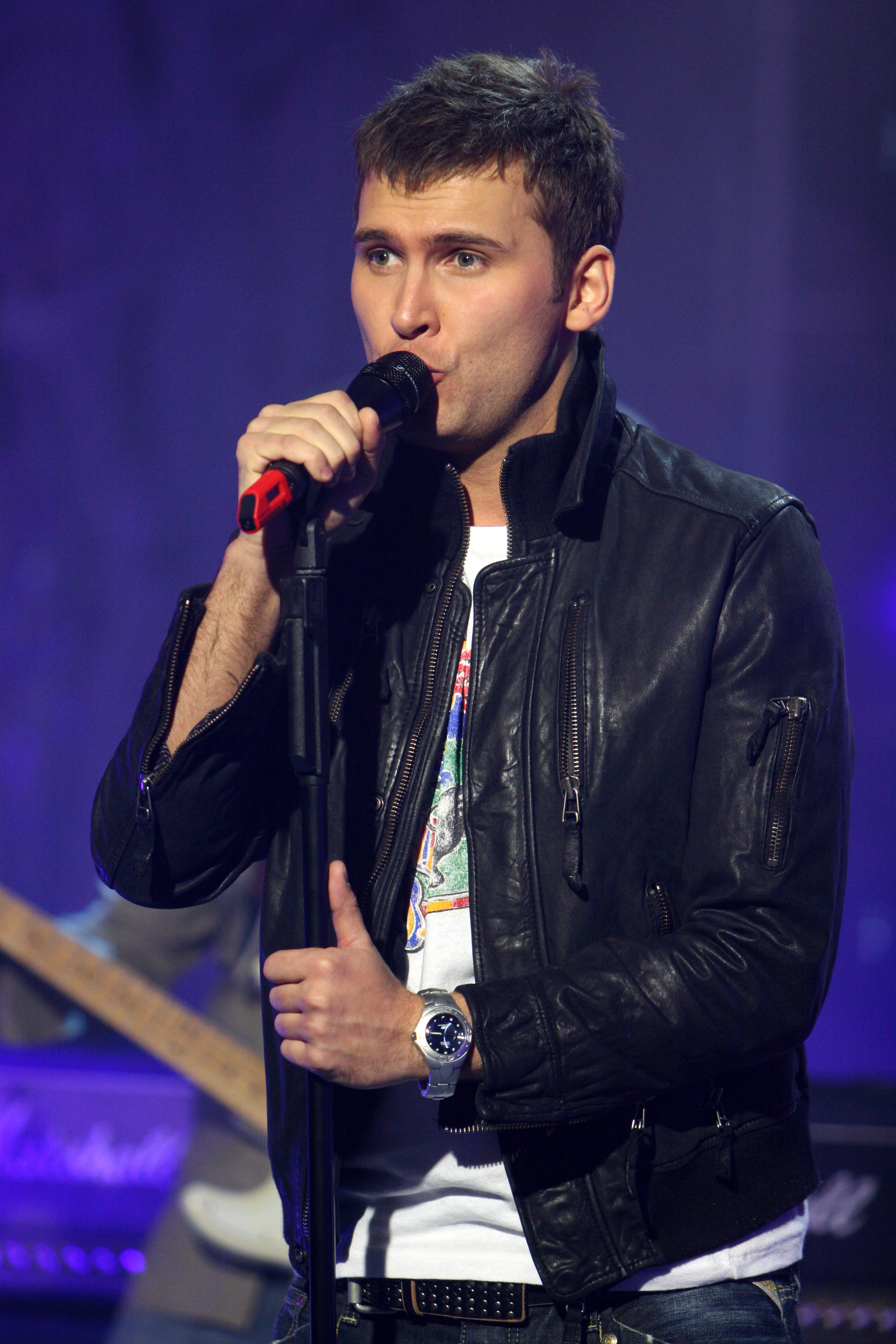
Koit Toome på scenen.

Koit Toome, född 3 januari 1979, är en estnisk sångare och musikalartist.
1994 bildade han tillsammans med Sirli Hiius och producenten Mikk Targo musikduon Code One som, innan de splittrades 1998, fick en rad hits i Estland.
Han har spelat med i musikaler som Les Miserables, Chess och Miss Saigon.
Toome deltog i Eurovision Song Contest 1998 med balladen Mere Lapsed där han slutade på en delad 12:e plats med Portugal med 36 poäng. Han har tidigare varit tillsammans med kollegan Maarja-Liis Ilus som även hon har tävlat i Eurovision Song Contest och som även tävlade i Melodifestivalen 2003.
2007 vann han den estländska upplagan av Let's Dance. Tillsammans med Laura representerade han Estland i Eurovision Song Contest 2017 i Kiev.